# Biologiskt bekämpningsmedel
Biologiskt bekämpningsmedel är en form av bekämpningsmedel som innebär att man bekämpar skadegörare (inklusive insekter, ogräs och växtsjukdomar) med hjälp av andra levande organismer. 
Biologisk bekämpning används i trädgårdsbruk, jordbruk, skogsbruk, djurhållning och akvakultur, men även i naturliga ekosystem. Ett exempel på det senare är spridning av bakterien Bacillus thuringiensis för att kontrollera översvämningsmyggor i deltat av Dalälven. 